# Carme Bravo
Carme Bravo Roy (Gironella, Berguedà, 24 d'octubre del 1919 - Barcelona, 29 d'abril del 2007) va ser una pianista i pedagoga catalana. Va cursar tota la carrera de piano al Conservatori Superior de Música de Barcelona, on va obtenir diversos premis i qualificacions incloent una beca de l'Ajuntament de Barcelona per ampliar els seus estudis a París. El 1950 es va traslladar a França, on va ser deixeble de Lazare Lévy i Madga Tagliaferro.

## Biografia

### Primers anys
Era la filla petita d'una família menestral. Va tenir el seu primer contacte amb la música rebent classes d'una veïna. Més endavant, quan la seva família es va traslladar a Barcelona, va iniciar els estudis de piano i solfeig en una escola de música. Durant aquest temps va conèixer la seva amiga Petri Palou, també estudiant de piano.

### Carrera musical
A Barcelona va iniciar la seva carrera concertista amb l'Orquestra Municipal de Barcelona sota la direcció d'Eduard Toldrà. El 1941 va participar en un concurs de piano organitzat per César Mendoza Lasalle al Teatre Coliseum de Barcelona. Allà va conèixer el compositor Frederic Mompou, amb qui es casaria l'any 1957. L'any 1950, becada per l'Ajuntament de Barcelona va traslladar-se a París per continuar els seus estudis de piano. D'entre altres professors de piano va rebre consells de Ricard Viñes. Durant la seva estança va actuar per la Radiofusió francesa. També va oferir diversos concerts de repertori clàssic i espanyol a Itàlia i Holanda.

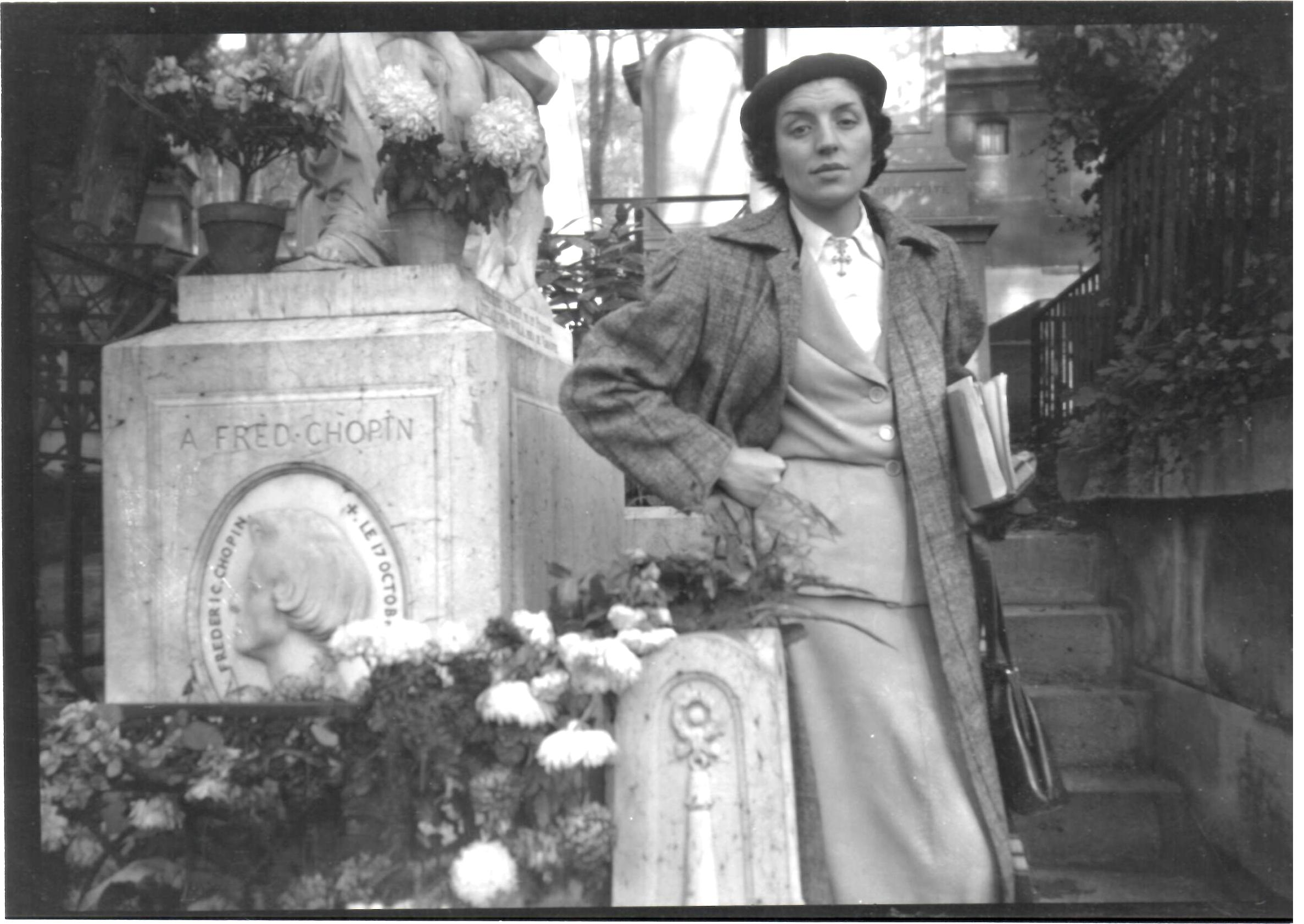
Carme Bravo davant la tomba de Chopin

Durant el seu matrimoni va ser professora de piano al Conservatori Superior de Música de Barcelona i mestra de pedagogia a l'Escola Universitària del Professorat. Després de la mort del seu marit va reprendre l'activitat concertística presentant les seves obres en països com el Japó i els Estats Units i arreu d'Espanya.

### Vida personal

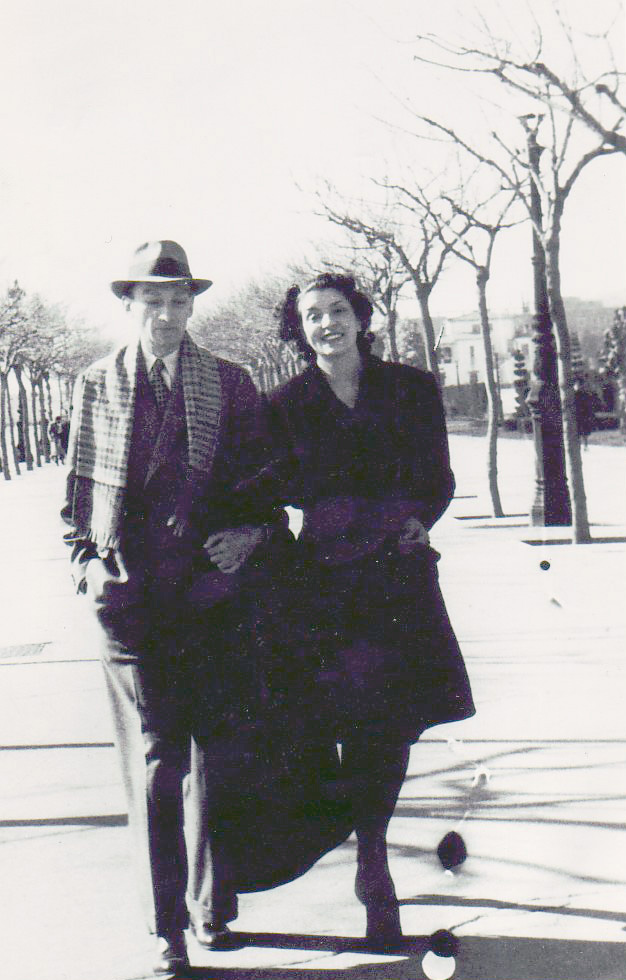
Frederic i Carme a Barcelona l'any 1943

Va viure els primers anys a Gironella amb els seus pares. Tenia germans més grans que estudiaven en un internat, però la seva mare es va ocupar d'ensenyar-li les primeres lletres. Durant l'època d'estudiant al Conservatori de Barcelona es va fer amiga íntima de Petri Palou. Aquesta amistat va durar molts anys i juntes arribarien a fer concerts col·laboratius arreu d'Espanya.
Després de conèixer el compositor i pianista Frederic Mompou van iniciar una amistat propera, veient-se sovint en passejades per Barcelona. Aquesta relació es va mantenir durant quinze anys fins a acabar en matrimoni l'any 1957. Bravo va mantenir moltes amistats amb altres artistes i poetes coneguts de l'època com Alícia de Larrocha, Xavier Montsalvatge i, en particular, amb Josep Janés i Ester Nadal. Bravo i Nadal havien participat juntes en moltes activitats musicals i juntament amb Pura Gómez, i J. Climent i Guinart formaven part dels fundadors del Cor Mixt Polifònic.

### Últims anys
En els anys després de la mort del seu marit l'any 1987, Bravo va instruir pianistes en la interpretació de les seves obres oferint classes magistrals i concerts arreu del món. Va tenir la iniciativa de crear una fundació dedicada a la promoció de l'estudi i difusió de la música de Mompou, sobretot entre la gent jove. Juntament amb l'entitat Joventuts Musicals de Barcelona i Joan Millà va crear la Fundació Privada Frederic Mompou el 12 de Juny 2006.
Ha publicat dos àlbums d'obres per a piano sol i piano i veu amb EMI Classics i PDI.